# Campionatul Regional de Fotbal 1965-1966
Campionatul Regional 1965–1966 a fost cel de-al 36-lea sezon al Campionatului Regional de Fotbal al României, al 24-lea organizat pe regiuni administrative, al 9-lea ca nivel al 4-lea al sistemului de ligi ale fotbalului românesc. Divizia C fiind reînființată din sezonul 1963-64. Din acel sezon până în sezonul 1967-1968 va rămâne al 4-lea nivel al fotbalului și devine precursorul Ligii a IV-a.

## Format
Campionatul Regional a fost împărțit în 17 serii. Campionii Campionatelor Regionale joacă unul împotriva celuilalt în playoff pentru a câștiga promovarea în Divizia C.

## Campionate regionale
| - Argeș (AG) - Bacău (BC) - Banat (BA) - Brașov (BV) - Municipiul București (B) | - Regiunea București (B) - Cluj (CJ) - Crișana (CR) - Dobrogea (DO) | - Galați (GL) - Hunedoara (HD) - Iași (IS) - Maramureș (MM) | - Mureș (MS) - Oltenia (OT) - Ploiești (PL) - Suceava (SV) |

## Baraj promovare Divizia C

### Tur preliminar
Meciurile s-au jucat pe 26 Iunie și 3 Iulie 1966.
| Echipa 1       | Total | Echipa 2                  | Turul I | Turul II |
| -------------- | ----- | ------------------------- | ------- | -------- |
| ASA Sibiu (BV) | 3–1   | (B) Dinamo Obor București | 2–0     | 1–1      |

### Barajul propriu-zis
Meciurile s-au jucat pe  10, 17 și 21 Iulie 1966.
| Echipa 1                 | Total | Echipa 2                         | Turul I | Turul II | Turul III |
| ------------------------ | ----- | -------------------------------- | ------- | -------- | --------- |
| Ancora Galați (GL)       | 7–1   | (SV) Textila Botoșani            | 3–0     | 4–1      |           |
| Gloria Bârlad (IS)       | 4–2   | (BC) Victoria Bacău              | 3–0     | 1–2      |           |
| Metalul Pitești (AG)     | 2–8   | (PL) Metalul Buzău               | 2–3     | 0–5      |           |
| Metalul Oțelu Roșu (BA)  | 2–3   | (OT) Autorapid Craiova           | 2–0     | 0–3      |           |
| Gloria Ioșia (CR)        | 3–5   | (HD) Aurul Zlatna                | 1–1     | 2–4      |           |
| Topitorul Baia Mare (MM) | 4–5   | (CJ) Medicina Cluj               | 2–0     | 1–3      | 1–2       |
| Stuful Tulcea (DO)       | 6–1   | (B) Celuloza Călărași            | 5–0     | 1–1      |           |
| ASA Sibiu (BV)           | 3–2   | (MS) Confecția Odorheiu Secuiesc | 3–0     | 0–2      |           |

1. ↑  Meciul s-a jucat pe teren neutru la Oradea[4].

## Clasamente

### Regiunea Argeș
| Loc | Echipa                      | MJ | V  | E | Î  | GM | GP | DG  | Pct | Calificare sau retrogradare          |
| --- | --------------------------- | -- | -- | - | -- | -- | -- | --- | --- | ------------------------------------ |
| 1   | Metalul Pitești (C, Q)      | 26 | 17 | 7 | 2  | 84 | 15 | +69 | 41  | Calificare baraj promovare Divizia C |
| 2   | Forestierul Stâlpeni        | 26 | 18 | 2 | 6  | 61 | 21 | +40 | 38  |                                      |
| 3   | Aluminiu Slatina            | 26 | 13 | 9 | 4  | 58 | 23 | +35 | 35  |                                      |
| 4   | Unirea Drăgășani            | 26 | 12 | 7 | 7  | 36 | 27 | +9  | 31  |                                      |
| 5   | Forestierul Curtea de Argeș | 26 | 12 | 5 | 9  | 41 | 34 | +7  | 29  |                                      |
| 6   | Lotru Brezoi                | 26 | 9  | 9 | 8  | 38 | 31 | +7  | 27  |                                      |
| 7   | Oltul Drăgănești-Olt        | 26 | 11 | 5 | 10 | 43 | 48 | −5  | 27  |                                      |
| 8   | Recolta Stoicănești         | 26 | 11 | 5 | 10 | 36 | 45 | −9  | 27  |                                      |
| 9   | Progresul Găeșt             | 26 | 9  | 5 | 12 | 33 | 49 | −16 | 23  |                                      |
| 10  | Unirea Horezu               | 26 | 7  | 7 | 12 | 29 | 48 | −19 | 21  |                                      |
| 11  | Vâlceana Râmnicu Vâlcea     | 26 | 7  | 5 | 14 | 25 | 57 | −32 | 19  |                                      |
| 12  | Chimia Govora               | 26 | 6  | 6 | 14 | 46 | 61 | −15 | 18  |                                      |
| 13  | Progresul Băiculești        | 26 | 7  | 3 | 16 | 25 | 44 | −19 | 17  |                                      |
| 14  | Tractorul Drăgășani         | 26 | 3  | 5 | 18 | 18 | 70 | −52 | 11  |                                      |

### Regiunea  Banat
Seria Nord
| Loc | Echipa                 | MJ | V  | E  | Î  | GM | GP | DG  | Pct | Calificare sau retrogradare        |
| --- | ---------------------- | -- | -- | -- | -- | -- | -- | --- | --- | ---------------------------------- |
| 1   | Furnirul Deta (Q)      | 22 | 14 | 5  | 3  | 42 | 17 | +25 | 33  | Calificare în finala campionatului |
| 2   | Șoimii Timișoara       | 22 | 12 | 5  | 5  | 42 | 26 | +16 | 29  |                                    |
| 3   | UM Timișoara           | 22 | 9  | 10 | 3  | 50 | 17 | +33 | 28  |                                    |
| 4   | Progresul Ciacova      | 22 | 12 | 2  | 8  | 37 | 31 | +6  | 26  |                                    |
| 5   | IC Arad                | 22 | 10 | 5  | 7  | 35 | 26 | +9  | 25  |                                    |
| 6   | Ceramica Jimbolia      | 22 | 9  | 5  | 8  | 28 | 28 | 0   | 23  |                                    |
| 7   | Teba Arad              | 21 | 7  | 7  | 7  | 40 | 24 | +16 | 21  |                                    |
| 8   | Unirea Sânnicolau Mare | 22 | 7  | 6  | 9  | 31 | 35 | −4  | 20  |                                    |
| 9   | Progresul Pecica       | 22 | 6  | 8  | 8  | 33 | 39 | −6  | 20  |                                    |
| 10  | Chimia Margina         | 21 | 7  | 4  | 10 | 33 | 52 | −19 | 18  |                                    |
| 11  | CFR Șoimii Lugoj       | 21 | 2  | 5  | 14 | 15 | 51 | −36 | 9   |                                    |
| 12  | Luptătorul Lipova      | 21 | 2  | 4  | 15 | 14 | 54 | −40 | 8   |                                    |

Seria Sud
| Loc | Echipa                 | MJ | V  | E | Î  | GM | GP | DG  | Pct | Calificare sau retrogradare        |
| --- | ---------------------- | -- | -- | - | -- | -- | -- | --- | --- | ---------------------------------- |
| 1   | Metalul Oțelu Roșu (Q) | 22 | 12 | 8 | 2  | 52 | 11 | +41 | 32  | Calificare în finala campionatului |
| 2   | Metalul Bocșa          | 22 | 12 | 5 | 5  | 47 | 21 | +26 | 29  |                                    |
| 3   | Minerul Bocșa          | 22 | 10 | 6 | 6  | 35 | 23 | +12 | 26  |                                    |
| 4   | Dinamo Timișoara       | 22 | 11 | 3 | 8  | 33 | 26 | +7  | 25  |                                    |
| 5   | Metalul Topleț         | 21 | 11 | 2 | 8  | 37 | 43 | −6  | 24  |                                    |
| 6   | Progresul Timișoara    | 22 | 7  | 6 | 9  | 34 | 40 | −6  | 20  |                                    |
| 7   | Nera Bozovici          | 21 | 9  | 1 | 11 | 30 | 42 | −12 | 19  |                                    |
| 8   | Muncitorul Reșița      | 22 | 7  | 4 | 11 | 31 | 36 | −5  | 18  |                                    |
| 9   | Agmonia Zăvoi          | 22 | 7  | 4 | 11 | 27 | 38 | −11 | 18  |                                    |
| 10  | Laminorul Nădrag       | 22 | 7  | 3 | 12 | 32 | 42 | −10 | 17  |                                    |
| 11  | AS Oravița             | 22 | 6  | 5 | 11 | 31 | 47 | −16 | 17  |                                    |
| 12  | Minerul Moldova Nouă   | 22 | 8  | 1 | 13 | 23 | 43 | −20 | 17  |                                    |

Finala campionatului 
| Echipa 1      | Scor gen. | Echipa 2           | Tur | Retur |
| ------------- | --------- | ------------------ | --- | ----- |
| Furnirul Deta | 4–4       | Metalul Oțelu Roșu | 2–2 | 1–3   |

Metalul Oțelu Roșu a câștigat Campionatul Regional Mureș și s-a calificat pentru barajul de promovare în Divizia C.

### Regiunea Dobrogea
| Loc | Echipa               | MJ | V  | E  | Î  | GM | GP | DG  | Pct | Calificare sau retrogradare          |
| --- | -------------------- | -- | -- | -- | -- | -- | -- | --- | --- | ------------------------------------ |
| 1   | Stuful Tulcea (C, Q) | 26 | 19 | 3  | 4  | 65 | 21 | +44 | 41  | Calificare baraj promovare Divizia C |
| 2   | Știința Constanța    | 26 | 17 | 6  | 3  | 53 | 26 | +27 | 40  |                                      |
| 3   | Cimentul Medgidia    | 26 | 15 | 8  | 3  | 48 | 13 | +35 | 38  |                                      |
| 4   | Ideal Cernavodă      | 26 | 11 | 8  | 7  | 36 | 21 | +15 | 30  |                                      |
| 5   | ITC Constanța        | 26 | 8  | 11 | 7  | 42 | 32 | +10 | 27  |                                      |
| 6   | Celuloza Constanța   | 26 | 9  | 8  | 9  | 28 | 27 | +1  | 26  |                                      |
| 7   | Victoria Saligny     | 26 | 11 | 4  | 11 | 29 | 29 | 0   | 26  |                                      |
| 8   | Petrolul Constanța   | 26 | 9  | 6  | 11 | 28 | 35 | −7  | 24  |                                      |
| 9   | USAS Năvodari        | 26 | 6  | 11 | 9  | 30 | 31 | −1  | 23  |                                      |
| 10  | CFR Constanța        | 26 | 9  | 5  | 12 | 34 | 37 | −3  | 23  |                                      |
| 11  | Callatis Mangalia    | 26 | 8  | 5  | 13 | 26 | 46 | −20 | 21  |                                      |
| 12  | Unirea Murfatlar     | 26 | 6  | 5  | 15 | 29 | 48 | −19 | 17  |                                      |
| 13  | Recolta Negru Vodă   | 26 | 5  | 7  | 14 | 21 | 57 | −36 | 17  |                                      |
| 14  | Dinamo Constanța     | 26 | 5  | 1  | 20 | 24 | 70 | −46 | 11  |                                      |

### Regiunea Galați
| Loc | Echipa                  | MJ | V  | E | Î  | GM | GP | DG  | Pct | Calificare sau retrogradare             |
| --- | ----------------------- | -- | -- | - | -- | -- | -- | --- | --- | --------------------------------------- |
| 1   | Ancora Galați (C, Q)    | 24 | 19 | 3 | 2  | 58 | 12 | +46 | 41  | Calificare baraj promovare Divizia C    |
| 2   | Gloria CFR Galați       | 24 | 12 | 6 | 6  | 53 | 30 | +23 | 30  |                                         |
| 3   | Chimica Mărășești       | 24 | 13 | 3 | 8  | 45 | 31 | +14 | 29  |                                         |
| 4   | SUT Galați              | 24 | 13 | 1 | 10 | 50 | 28 | +22 | 27  |                                         |
| 5   | Foresta Gugești         | 24 | 10 | 5 | 9  | 51 | 40 | +11 | 25  |                                         |
| 6   | Laminorul Brăila        | 24 | 10 | 4 | 10 | 39 | 37 | +2  | 24  |                                         |
| 7   | Celuloza Brăila         | 24 | 11 | 2 | 11 | 34 | 40 | −6  | 24  |                                         |
| 8   | Viitorul Rușețu         | 24 | 10 | 3 | 11 | 34 | 48 | −14 | 23  |                                         |
| 9   | Progresul Brăila        | 24 | 11 | 0 | 13 | 34 | 46 | −12 | 22  |                                         |
| 10  | Tractorul Viziru        | 24 | 7  | 6 | 11 | 46 | 49 | −3  | 20  |                                         |
| 11  | Dunărea Brăila          | 24 | 7  | 4 | 13 | 38 | 52 | −14 | 18  |                                         |
| 12  | Unirea Bărăganul (R)    | 24 | 4  | 6 | 14 | 23 | 58 | −35 | 14  | Retrogradare Campionatul Raional Galați |
| 13  | Avântul Târgu Bujor (R) | 24 | 4  | 5 | 15 | 25 | 65 | −40 | 13  | Retrogradare Campionatul Raional Galați |
| 14  | Dinamo Tecuci (D)       | 0  | 0  | 0 | 0  | 0  | 0  | 0   | 0   | S-a retras                              |

1. ↑  Dinamo Tecuci s-a retras pe parcursul sezonului și toate rezultatele sale au fost anulate.

### Regiunea Hunedoara
| Loc | Echipa                  | MJ | V  | E | Î  | GM | GP | DG  | Pct | Calificare sau retrogradare          |
| --- | ----------------------- | -- | -- | - | -- | -- | -- | --- | --- | ------------------------------------ |
| 1   | Aurul Zlatna (C, Q)     | 26 | 16 | 4 | 6  | 50 | 22 | +28 | 36  | Calificare baraj promovare Divizia C |
| 2   | Aurul Brad              | 26 | 16 | 2 | 8  | 52 | 19 | +33 | 34  |                                      |
| 3   | Știința Petroșani       | 26 | 14 | 4 | 8  | 63 | 25 | +38 | 32  |                                      |
| 4   | Constructorul Hunedoara | 26 | 12 | 3 | 11 | 48 | 40 | +8  | 27  |                                      |
| 5   | Refractara Alba Iulia   | 26 | 12 | 1 | 13 | 36 | 33 | +3  | 25  |                                      |
| 6   | Parângul Lonea          | 26 | 10 | 5 | 11 | 33 | 41 | −8  | 25  |                                      |
| 7   | Minerul Ghelar          | 26 | 12 | 1 | 13 | 47 | 66 | −19 | 25  |                                      |
| 8   | Minerul Teliuc          | 26 | 11 | 2 | 13 | 54 | 52 | +2  | 24  |                                      |
| 9   | Minerul Vulcan          | 26 | 10 | 4 | 12 | 35 | 48 | −13 | 24  |                                      |
| 10  | Minerul Aninoasa        | 26 | 8  | 7 | 11 | 41 | 49 | −8  | 23  |                                      |
| 11  | CFR Simeria             | 26 | 10 | 3 | 13 | 35 | 61 | −26 | 23  |                                      |
| 12  | Dacia Orăștie           | 26 | 9  | 4 | 13 | 41 | 44 | −3  | 22  |                                      |
| 13  | Textila Sebeș           | 26 | 10 | 2 | 14 | 54 | 67 | −13 | 22  |                                      |
| 14  | CFR Teiuș               | 26 | 10 | 2 | 14 | 39 | 61 | −22 | 22  |                                      |

### Regiunea Mureș
Seria I
| Loc | Echipa                          | MJ | V  | E | Î  | GM | GP | DG  | Pct | Calificare sau retrogradare        |
| --- | ------------------------------- | -- | -- | - | -- | -- | -- | --- | --- | ---------------------------------- |
| 1   | Confecția Odorheiu Secuiesc (Q) | 22 | 17 | 2 | 3  | 58 | 15 | +43 | 36  | Calificare în finala campionatului |
| 2   | Lemnarul Târgu Mureș            | 22 | 13 | 6 | 3  | 48 | 27 | +21 | 32  |                                    |
| 3   | Apemin Borsec                   | 22 | 12 | 6 | 4  | 40 | 19 | +21 | 30  |                                    |
| 4   | Viitorul Gheorgheni             | 22 | 11 | 6 | 5  | 37 | 25 | +12 | 28  |                                    |
| 5   | Mureșul Toplița                 | 22 | 11 | 3 | 8  | 29 | 27 | +2  | 25  |                                    |
| 6   | Lemnarul Odorheiu Secuiesc      | 22 | 7  | 6 | 9  | 28 | 24 | +4  | 20  |                                    |
| 7   | Gloria Târgu Mureș              | 22 | 8  | 3 | 11 | 36 | 39 | −3  | 19  |                                    |
| 8   | Metalul Vlăhița                 | 22 | 7  | 3 | 12 | 25 | 42 | −17 | 17  |                                    |
| 9   | Minerul Bălan                   | 22 | 6  | 5 | 11 | 27 | 49 | −22 | 17  |                                    |
| 10  | Minerul Miercurea Ciuc          | 22 | 5  | 4 | 13 | 29 | 47 | −18 | 14  |                                    |
| 11  | Complexul Gălăuțaș              | 22 | 5  | 4 | 13 | 17 | 37 | −20 | 14  |                                    |
| 12  | Voința Târgu Mureș              | 22 | 4  | 4 | 14 | 23 | 46 | −23 | 12  |                                    |

Seria II
| Loc | Echipa                       | MJ | V  | E | Î  | GM | GP | DG  | Pct | Calificare sau retrogradare        |
| --- | ---------------------------- | -- | -- | - | -- | -- | -- | --- | --- | ---------------------------------- |
| 1   | Oțelul Târgu Mureș (Q)       | 22 | 14 | 3 | 5  | 57 | 26 | +31 | 31  | Calificare în finala campionatului |
| 2   | Mureșul Luduș                | 22 | 12 | 4 | 6  | 50 | 32 | +18 | 28  |                                    |
| 3   | Străduința Cristuru Secuiesc | 22 | 12 | 2 | 8  | 50 | 37 | +13 | 26  |                                    |
| 4   | Știința Târgu Mureș          | 22 | 10 | 6 | 6  | 38 | 25 | +13 | 26  |                                    |
| 5   | Ciocanul Târgu Mureș         | 22 | 10 | 5 | 7  | 38 | 27 | +11 | 25  |                                    |
| 6   | Energia Fântânele            | 22 | 9  | 5 | 8  | 48 | 36 | +12 | 23  |                                    |
| 7   | Unirea Târnăveni             | 22 | 10 | 2 | 10 | 32 | 32 | 0   | 22  |                                    |
| 8   | Avântul Reghin               | 22 | 7  | 4 | 11 | 34 | 50 | −16 | 18  |                                    |
| 9   | Nirajul Miercurea Nirajului  | 22 | 6  | 6 | 10 | 32 | 51 | −19 | 18  |                                    |
| 10  | Vulturul Luduș               | 22 | 7  | 3 | 12 | 25 | 56 | −31 | 17  |                                    |
| 11  | Stăruința Târgu Mureș        | 22 | 5  | 6 | 11 | 27 | 40 | −13 | 16  |                                    |
| 12  | Voința Târnăveni             | 22 | 6  | 3 | 13 | 29 | 43 | −14 | 15  |                                    |

Finala campionatului 
Meciurile s-au jucat pe 11 și 18 Iunie 1967.
| Echipa 1           | Scor gen. | Echipa 2                    | Tur | Retur |
| ------------------ | --------- | --------------------------- | --- | ----- |
| Oțelul Târgu Mureș | 2–4       | Confecția Odorheiu Secuiesc | 2–3 | 0–1   |

Confecția Odorheiu Secuiesc a câștigat Campionatul Regional Mureș și s-a calificat pentru barajul de promovare în Divizia C.

### Regiunea Oltenia
Seria I
| Loc | Echipa                 | MJ | V  | E | Î  | GM | GP | DG  | Pct | Calificare sau retrogradare        |
| --- | ---------------------- | -- | -- | - | -- | -- | -- | --- | --- | ---------------------------------- |
| 1   | Dunărea Calafat (C, Q) | 22 | 17 | 2 | 3  | 68 | 16 | +52 | 36  | Calificare în finala campionatului |
| 2   | Răsăritul Caracal      | 22 | 16 | 3 | 3  | 57 | 17 | +40 | 35  |                                    |
| 3   | Recolta Urzicuța       | 22 | 11 | 2 | 9  | 37 | 28 | +9  | 24  |                                    |
| 4   | Metalul Craiova        | 22 | 9  | 6 | 7  | 26 | 21 | +5  | 24  |                                    |
| 5   | Progresul Cîrcea       | 22 | 8  | 7 | 7  | 37 | 36 | +1  | 23  |                                    |
| 6   | Progresul Balș         | 21 | 10 | 2 | 9  | 32 | 28 | +4  | 22  |                                    |
| 7   | Unirea Caracal         | 21 | 7  | 6 | 8  | 28 | 31 | −3  | 20  |                                    |
| 8   | Stăruința Craiova      | 22 | 8  | 4 | 10 | 30 | 41 | −11 | 20  |                                    |
| 9   | Steagul Roșu Plenița   | 21 | 9  | 1 | 11 | 29 | 38 | −9  | 19  |                                    |
| 10  | Gloria Băilești        | 21 | 5  | 5 | 11 | 31 | 40 | −9  | 15  |                                    |
| 11  | Tractorul Băicești     | 22 | 6  | 3 | 13 | 28 | 46 | −18 | 15  |                                    |
| 12  | Unirea Dioști          | 22 | 3  | 1 | 18 | 19 | 80 | −61 | 7   |                                    |

Seria II
| Loc | Echipa                    | MJ | V  | E | Î  | GM | GP | DG  | Pct | Calificare sau retrogradare        |
| --- | ------------------------- | -- | -- | - | -- | -- | -- | --- | --- | ---------------------------------- |
| 1   | Autorapid Craiova (C, Q)  | 21 | 14 | 5 | 2  | 77 | 17 | +60 | 33  | Calificare în finala campionatului |
| 2   | Minerul Motru             | 21 | 12 | 3 | 6  | 52 | 16 | +36 | 27  |                                    |
| 3   | Sănătatea Târgu Jiu       | 21 | 12 | 3 | 6  | 58 | 25 | +33 | 27  |                                    |
| 4   | SMT Șimian                | 21 | 12 | 2 | 7  | 49 | 30 | +19 | 26  |                                    |
| 5   | Armata Craiova            | 21 | 10 | 5 | 6  | 48 | 32 | +16 | 25  |                                    |
| 6   | Drobeta Turnu Severin     | 21 | 10 | 4 | 7  | 39 | 32 | +7  | 24  |                                    |
| 7   | Metalurgistul Sadu        | 21 | 10 | 4 | 7  | 31 | 32 | −1  | 24  |                                    |
| 8   | Olimpia Filiași           | 21 | 7  | 3 | 11 | 25 | 69 | −44 | 17  |                                    |
| 9   | Victoria Vînju Mare       | 21 | 6  | 2 | 13 | 31 | 43 | −12 | 14  |                                    |
| 10  | Petrolul Târgu Cărbunești | 21 | 4  | 5 | 12 | 23 | 51 | −28 | 13  |                                    |
| 11  | Minerul Rovinari          | 21 | 3  | 4 | 14 | 20 | 70 | −50 | 10  |                                    |
| 12  | Recolta Halânga           | 11 | 0  | 2 | 9  | 7  | 43 | −36 | 2   |                                    |

Finala campionatului 
Meciurile s-au jucat pe 12 și 19 Iunie 1966.
| Echipa 1        | Scor gen. | Echipa 2          | Tur | Retur |
| --------------- | --------- | ----------------- | --- | ----- |
| Dunărea Calafat | 3–4       | Autorapid Craiova | 1–0 | 2–4   |

Autorapid Craiova a câștigat Campionatul Regional Oltenia și s-a calificat pentru barajul de promovare în Divizia C.

### Regiunea Ploiești
Seria Est
| Loc | Echipa                  | MJ | V  | E | Î  | GM | GP | DG  | Pct | Calificare sau retrogradare        |
| --- | ----------------------- | -- | -- | - | -- | -- | -- | --- | --- | ---------------------------------- |
| 1   | Metalul Buzău (Q)       | 22 | 16 | 5 | 1  | 50 | 12 | +38 | 37  | Calificare în finala campionatului |
| 2   | Prahova Ploiești        | 22 | 15 | 5 | 2  | 36 | 12 | +24 | 35  |                                    |
| 3   | Vagonul Ploiești        | 22 | 11 | 5 | 6  | 36 | 22 | +14 | 27  |                                    |
| 4   | Rafinăria Teleajen      | 22 | 9  | 7 | 6  | 31 | 21 | +10 | 25  |                                    |
| 5   | Armata Ploiești         | 22 | 9  | 6 | 7  | 27 | 17 | +10 | 24  |                                    |
| 6   | Petrolistul Boldești    | 22 | 8  | 5 | 9  | 20 | 30 | −10 | 21  |                                    |
| 7   | Foresta Nehoiu          | 22 | 8  | 4 | 10 | 31 | 36 | −5  | 20  |                                    |
| 8   | Progresul Râmnicu Sărat | 22 | 7  | 6 | 9  | 28 | 40 | −12 | 20  |                                    |
| 9   | Victoria Boboc          | 22 | 7  | 5 | 10 | 33 | 31 | +2  | 19  |                                    |
| 10  | Petrolul Berca          | 22 | 7  | 4 | 11 | 19 | 31 | −12 | 18  |                                    |
| 11  | Feroemail Ploiești      | 22 | 4  | 6 | 12 | 13 | 26 | −13 | 14  |                                    |
| 12  | Olimpia Slănic          | 22 | 0  | 4 | 18 | 9  | 63 | −54 | 4   |                                    |

Seria Vest
| Loc | Echipa                 | MJ | V  | E | Î  | GM | GP | DG  | Pct | Calificare sau retrogradare        |
| --- | ---------------------- | -- | -- | - | -- | -- | -- | --- | --- | ---------------------------------- |
| 1   | Metalul Plopeni (Q)    | 22 | 16 | 2 | 4  | 55 | 25 | +30 | 34  | Calificare în finala campionatului |
| 2   | Carpați Sinaia         | 22 | 14 | 3 | 5  | 37 | 15 | +22 | 31  |                                    |
| 3   | Caraimanul Bușteni     | 22 | 11 | 5 | 6  | 38 | 29 | +9  | 27  |                                    |
| 4   | IRA Câmpina            | 22 | 10 | 5 | 7  | 42 | 30 | +12 | 25  |                                    |
| 5   | Bucegi Pucioasa        | 22 | 9  | 7 | 6  | 30 | 29 | +1  | 25  |                                    |
| 6   | Muncitorul Schela Mare | 22 | 8  | 6 | 8  | 37 | 43 | −6  | 22  |                                    |
| 7   | Rafinăria Câmpina      | 22 | 8  | 1 | 13 | 30 | 32 | −2  | 17  |                                    |
| 8   | Victoria Florești      | 22 | 7  | 3 | 12 | 31 | 34 | −3  | 17  |                                    |
| 9   | Victoria Moreni        | 22 | 8  | 1 | 13 | 32 | 37 | −5  | 17  |                                    |
| 10  | Cimentul Fieni         | 22 | 6  | 5 | 11 | 20 | 37 | −17 | 17  |                                    |
| 11  | Dinamo Caragiale       | 18 | 6  | 1 | 11 | 26 | 47 | −21 | 13  |                                    |
| 12  | Electrica Câmpina      | 22 | 7  | 1 | 14 | 22 | 42 | −20 | 12  |                                    |

1. ↑  Electrica Câmpina a fost penalizată cu 3 puncte.

Finala campionatului 
Meciurile s-au jucat pe 19, 26 și 29 Iunie 1966.
| Echipa 1        | Total | Echipa 2      | Tur | Retur | Baraj |
| --------------- | ----- | ------------- | --- | ----- | ----- |
| Metalul Plopeni | 4–4   | Metalul Buzău | 3–0 | 0–3   | 1–1   |

1. ↑  Meciul s-a disputat pe teren neutru la Ploiești pe Stadionul Petrolul. Metalul Buzău a câștigat datorită mediei de vârstă mai mică.

Metalul Buzău a câștigat Campionatul Regional Ploiești și s-a calificat pentru barajul de promovare în Divizia C.

### Regiunea Suceava
| Loc | Echipa                           | MJ | V  | E | Î  | GM | GP | DG  | Pct | Calificare sau retrogradare          |
| --- | -------------------------------- | -- | -- | - | -- | -- | -- | --- | --- | ------------------------------------ |
| 1   | Textila Botoșani (C, Q)          | 26 | 16 | 5 | 5  | 72 | 23 | +49 | 37  | Calificare baraj promovare Divizia C |
| 2   | CFR Suceava                      | 26 | 16 | 4 | 6  | 66 | 31 | +35 | 36  |                                      |
| 3   | Viitorul Botoșani                | 26 | 14 | 4 | 8  | 63 | 32 | +31 | 32  |                                      |
| 4   | Avântul Frasin                   | 25 | 14 | 4 | 7  | 45 | 35 | +10 | 32  |                                      |
| 5   | Bradul Vama                      | 26 | 10 | 6 | 10 | 37 | 36 | +1  | 26  |                                      |
| 6   | Foresta Moldovița                | 26 | 11 | 4 | 11 | 43 | 45 | −2  | 26  |                                      |
| 7   | Cooperatorul Fălticeni           | 26 | 11 | 3 | 12 | 47 | 48 | −1  | 25  |                                      |
| 8   | Forestierul Falcău               | 26 | 9  | 5 | 12 | 50 | 50 | 0   | 23  |                                      |
| 9   | Foresta Gura Humorului           | 26 | 11 | 1 | 14 | 42 | 54 | −12 | 23  |                                      |
| 10  | Unirea Siret                     | 26 | 9  | 4 | 13 | 59 | 72 | −13 | 22  |                                      |
| 11  | Tractorul Săveni                 | 25 | 10 | 2 | 13 | 45 | 75 | −30 | 22  |                                      |
| 12  | Fulgerul Dorohoi                 | 26 | 9  | 3 | 14 | 42 | 71 | −29 | 21  |                                      |
| 13  | Feroviarul Câmpulung Moldovenesc | 26 | 9  | 1 | 16 | 42 | 53 | −11 | 19  |                                      |
| 14  | Tractorul Salcea                 | 26 | 8  | 2 | 16 | 36 | 64 | −28 | 18  |                                      |